# Relazioni internazionali della Bulgaria
Le relazioni internazionali della Bulgaria sono le relazioni estere che il governo bulgaro intrattiene con il resto del mondo.
La Bulgaria generalmente gode di buone relazioni internazionali con i suoi vicini e si è dimostrata essere una forza costruttiva nella regione balcanica sia sotto i governi socialisti, sia in quelli democratici più recenti. Nel promuovere la stabilità regionale la Bulgaria ha ospitato un incontro dei ministri degli esteri dell'Europa sud-orientale nel luglio del 1996 e una conferenza dell'Organizzazione per la sicurezza e la cooperazione in Europa (OSCE) sull'attività cooperativa nel mar Nero nel novembre del 1995. La Bulgaria ha partecipato inoltre alla riunione dei ministri della difesa dei Balcani del 1996 in Albania ed è un membro attivo dell'Iniziativa di cooperazione del sud-est Europa. L'obiettivo principale della Bulgaria dal 1997 è l'integrazione euro-atlantica e gli sforzi del governo fin da allora hanno portato all'ammissione all'Organizzazione del Trattato dell'Atlantico del Nord (NATO) nel 2004 e all'Unione europea nel 2007. I suoi alleati principali sono la Grecia e la Romania e mantiene buone relazioni con la Serbia e il resto dei Paesi balcanici.

## Panoramica
Per via degli stretti legami storici, culturali ed economici la Bulgaria cerca di avere una relazione di mutuo beneficio con la Russia, verso la quale dipende in gran parte per la fornitura di energia. Sono in corso negoziati tra la Grecia, la Bulgaria e la Russia per la costruzione dell'oleodotto Burgas-Alessandropoli per trasportare il petrolio del mar Caspio dal porto sul mar Nero di Burgas fino ad Alessandropoli sulla costa settentrionale del mar Egeo.
L'accordo di associazione tra la Bulgaria e l'Unione europea entrò in vigore nel 1994 e la Bulgaria fece domanda di accesso formale all'Unione europea nel dicembre del 1995. Durante il vertice europeo del 1999 a Helsinki il Paese fu invitato a iniziare i colloqui per diventare pienamente membro. La Bulgaria divenne ufficialmente membro dell'Unione europea il 1º gennaio 2007. Nel 1996 la Bulgaria aderì all'accordo di Wassenaar che controlla le esportazioni di armi e di tecnologia sensibili ai Paesi in via di sviluppo e fu inoltre ammessa all'Organizzazione mondiale del commercio. La Bulgaria è un membro del Comitato Zangger e del Gruppo dei fornitori nucleari. Dopo un periodo di ambiguità durante il governo a maggioranza socialista nel marzo del 1997 un gabinetto di governo guidato dall'Unione delle Forze Democratiche fece domanda per entrare nella NATO, progetto che divenne realtà nell'aprile del 2004.
La Bulgaria e gli Stati Uniti d'America firmarono nel 2006 un accordo di cooperazione difensiva che prevedeva l'installazione di basi militari e di centri di addestramento dell'esercito statunitense sul territorio bulgaro, come parte del piano di ristrutturazione del Pentagono.

## Per Paese
| Paese                | Inizio delle relazioni formali | Note |
| -------------------- | ------------------------------ | --- |
| Afganistan           | 12 luglio 1961                 | - L'Afganistan ha un'ambasciata a Sofia - La Bulgaria ha un'ambasciata a Kabul - La Bulgaria ha mandato 510 soldati per contribuire alla ISAF |
| Albania              |                                | - L'Albania ha un'ambasciata a Sofia - La Bulgaria ha un'ambasciata a Tirana |
| Algeria              | 1964                           | - L'Algeria ha un'ambasciata a Sofia - La Bulgaria ha un'ambasciata ad Algeri - Entrambi i Paesi sono membri dell'Unione per il Mediterraneo |
| Angola               | 20 novembre 1975               | - Dal 1976 Bulgaria ha un'ambasciata a Luanda - L'Angola viene rappresentato in Bulgaria attraverso la sua ambasciata ad Atene (Grecia) |
| Argentina            | 1931                           | - L'Argentina ha un'ambasciata a Sofia - La Bulgaria ha un'ambasciata a Buenos Aires - Fondazione Argentina-Bulgaria (bulgari che vivono in Argentina) |
| Armenia              | 1992                           | - L'Armenia ha un'ambasciata a Sofia - Dal 19 dicembre 1999 la Bulgaria ha un'ambasciata a Erevan - Entrambi i Paesi sono membri del Consiglio d'Europa, dell'OSCE e dell'Organizzazione della cooperazione economica del mar Nero - Ci sono circa 30.000 persone di discendenza armena che vivono in Bulgaria |
| Australia            | 1972                           | - L'Australia è rappresentata in Bulgaria attraverso la sua ambasciata ad Atene (Grecia) e ha un consolato onorario a Sofia - La Bulgaria ha un'ambasciata a Canberra |
| Austria              | 1878                           | - Entrambi i Paesi erano alleati durante la prima guerra mondiale - L'Austria ha un'ambasciata a Sofia - La Bulgaria ha un'ambasciata a Vienna e un consolato onorario a Salisburgo - Entrambi i Paesi sono membri dell'Unione europea - Nell'aprile del 2005 l'allora presidente della Bulgaria Georgi Părvanov fece una visita di Stato in Austria |
| Azerbaigian          | 5 giugno 1992                  | - L'Azerbaigian ha un'ambasciata a Sofia - La Bulgaria ha un'ambasciata a Baku - Entrambi i Paesi sono membri del Consiglio d'Europa, dell'OSCE e dell'Organizzazione della cooperazione economica del mar Nero - La Bulgaria riconobbe l'indipendenza dell'Azerbaigian il 14 gennaio 1992 |
| Belgio               | 1879                           | - Il Belgio ha un'ambasciata a Sofia - La Bulgaria ha un'ambasciata a Bruxelles - Entrambi i Paesi sono membri dell'Organizzazione internazionale della francofonia, della NATO e dell'Unione europea |
| Bielorussia          | 26 marzo 1992                  | - La Bulgaria riconobbe l'indipendenza della Bielorussia il 23 dicembre 1991 - La Bielorussia ha un'ambasciata a Sofia e un consolato onorario a Burgas - La Bulgaria ha un'ambasciata a Minsk - Entrambi i Paesi sono membri dell'OSCE |
| Bosnia ed Erzegovina | 15 gennaio 1992                | - Dal 1996 la Bulgaria ha un'ambasciata a Sarajevo - La Bosnia ed Erzegovina ha un'ambasciata a Sofia - Entrambi i Paesi sono membri del Processo di cooperazione dell'Europa del sud-est, dell'Iniziativa di cooperazione dell'Europa del sud-est, del patto di stabilità per l'Europa del sud-est, dell'Organizzazione per la sicurezza e la cooperazione in Europa e del Consiglio d'Europa |
| Repubblica Ceca      | 27 settembre 1920              | - Le relazioni diplomatiche furono interrotte il 1 giugno 1939 e furono ripristinate il 10 ottobre 1945 - Il 23 dicembre 1992 la Bulgaria riconobbe l'indipendenza della Repubblica Ceca e stabilì delle relazioni diplomatiche a livello di ambasciate il 1 gennaio 1993 - La Bulgaria ha un'ambasciata e un consolato onorario a Praga - La Repubblica Ceca ha un'ambasciata a Sofia e un consolato onorario a Varna - Entrambi i Paesi sono membri del Consiglio d'Europa, dell'Organizzazione per la cooperazione e lo sviluppo economico, della NATO e dell'Unione europea |